# Динбергс, Анатолс
Анатолс Динбергс (1911—1993) был латвийским дипломатом. Полномочный представитель и глава посольства Латвийской Республики в Соединенных Штатах Америки и глава дипломатической и консульской служб Латвийской Республики (1970—1991).

## Биография
Родился в Риге 3 марта 1911 года в семье инженера Альфреда Динбергса. Во время Первой мировой войны вместе с родителями был в статусе беженцев в Витебске.
Учился на экономическом и юридическом факультетах Латвийского университета (окончил в 1937 году), Рижском финансовом институте (окончил в 1931 году). Он был членом Латвийской студенческой корпорации Fraternitas Lettica. Одновременно с 1932 года был членом Министерства иностранных дел, сначала стажером (1932 г.), внештатным делопроизводителем Почетного консульства Латвии в Лодзи (1933—1934 гг.), корреспондентом Западного отдела и Юридического отдела (1934—1935 гг.). С июня 1937 года помощник секретаря консульства Латвии в Нью-Йорке, с сентября — атташе.
После оккупации Латвии решением посла в Вашингтоне А. Билманиса в сентябре 1940 года он был назначен вице-консулом, исполняющим обязанности консула. После ликвидации консульства Нью-Йорка в январе 1941 года он был переведен атташе посольства в Вашингтоне, был временным посланником (1948—1949), а с июня 1949 года — 1-м секретарём посольства. Помимо работы в посольстве, он изучал политологию в Джорджтаунском университете в Вашингтоне (1943—1946), где в 1953 году получил степень доктора политических наук за диссертацию «The Incorporation of Latvia into the Soviet Union in 1940-41» (Присоединение Латвии к Советскому Союзу в 1940—1941 годах). Советник посольства с ноября 1954 года.
1970-1991 году он был уполномоченным делопроизводителем Латвии и главой посольства в США, а также руководителем дипломатической и консульской службы всей Латвийской Республики в западном мире. Назначал представителей Латвии в Англии, Австралии, Франции, Канаде и Германии.
После восстановления независимости Латвии в 1991-1992 году он был послом Латвии в США, в 1991 году постоянным представителем Латвии и послом при ООН.
Умер 9 ноября 1993 года в Вашингтоне.

## Награды
В 1993 году награжден Почетной грамотой Совета Министров Латвийской Республики.